# Saudi Journal of Ophthalmology
Saudi Journal of Ophthalmology (skrót: SJO, Saudi J Ophthalmol) – saudyjskie czasopismo okulistyczne ukazujące się od 1991 roku. Anglojęzyczny organ Saudyjskiego Towarzystwa Okulistycznego. Kwartalnik.
Periodyk jest kontynuacją wydawanego w okresie 1986–1989 kwartalnika „Saudi Bulletin of Ophthalmology”. Czasopismo jest recenzowane i publikuje w otwartym dostępie. Ukazują się tu prace oryginalne, studia kliniczne, przeglądy oraz opisy przypadków. Pismo nie posiada wskaźnika cytowań (impact factor).
W międzynarodowym rankingu SCImago Journal Rank (SJR) mierzącym wpływ i znaczenie poszczególnych czasopism naukowych „Saudi Journal of Ophthalmology” zostało w 2018 sklasyfikowane na 73. miejscu wśród czasopism okulistycznych.
W polskim wykazie czasopism punktowanych przez Ministerstwo Nauki i Szkolnictwa Wyższego artykuł w tym czasopiśmie otrzymuje 70 punktów (wg punktacji z 2019 roku).
Czasopismo wydawane jest przez Uniwersytet Króla Sauda w Rijadzie we współpracy z Elsevier.